# Даньчак Вікторія Андріївна
Вікторія Андріївна Даньчак (11 січня 2000, Івано-Франківськ) — українська волейболістка, діагональна. Гравець національної збірної. Майстер спорту України міжнародного класу (2023).

## Із біографії
У складі національної збірної брала участь у відбіркових турнірах континентальних першостей 2021 і 2023 років. Учасниця розіграшів Золотої євроліги 2021, 2022 і 2023 років.
Дворазова чемпіонка, володарка кубка і суперкубка України в складі «Прометея».

## Досягнення
Європейська ліга
- Перше місце (1): 2023

Чемпіонат України
- Перше місце (2): 2023, 2024

Кубок України
- Перше місце (1): 2024

Суперкубок України
- Перше місце (1): 2023

## Клуби
| Роки      | Команди                      |
| --------- | ---------------------------- |
| 2017—2022 | «Волинь-Університет» (Луцьк) |
| 2022—2024 | «Прометей»                   |
| 2024—     | «ІБК Альтос» (Хвасон)        |

## Статистика
Статистика виступів в єврокубках:
| Сезон   | Клуб          | Турнір         | Ігри | Сети | Очки | Ср.  | Примітки |
| ------- | ------------- | -------------- | ---- | ---- | ---- | ---- | -------- |
| 2022/23 | СК «Прометей» | Ліга чемпіонів | 6    | 22   | 55   | 2,5  |          |
| 2023/24 | СК «Прометей» | Ліга чемпіонів | 7    | 12   | 21   | 1,75 |          |

Статистика виступів у збірній:
| Рік    | Турнір                   | Ігри | Сети | Очки | Ср.  | Місце | Примітки |
| ------ | ------------------------ | ---- | ---- | ---- | ---- | ----- | -------- |
| 2019   | Золота євроліга          | 2    | 2    | 0    | 0    |       |          |
| 2021   | Золота євроліга          | 4    | 10   | 11   | 1,1  |       |          |
| 2022   | Золота євроліга          | 3    | 7    | 0    | 0    |       |          |
| 2023   | Золота євроліга          | 8    | 13   | 22   | 1,69 | 1     |          |
|        | Кубок претендентів       | 2    | 5    | 16   | 3,2  | 4     |          |
|        | Чемпіонат Європи         | 4    | 11   | 32   | 2,91 | 9-16  |          |
|        | Олімпійська кваліфікація | 7    | 18   | 49   | 2,72 |       |          |
| Всього | Всього                   | 30   | 66   | 130  | 1,97 |       |          |